# Тива (притока Гірського Тікичу)
 Тива — річка в Україні в Уманському районі Черкаської області. Права притока річки Гірського Тікичу (басейн Південного Бугу).

## Опис
Довжина річки приблизно 7,73 км, найкоротша відстань між витоком і гирлом — 6,54  км, коефіцієнт звивистості річки — 1,18 . Формується декількома струмками та загатами.

## Розташування
Бере початок на південно-східній стороні від села Одай. Тече переважно на північний схід через село Хижня і на північно-західній стороні від села Кути впадає у річку Гірський Тікич, праву притоку річки Тікичу.